# Trophée Jean-Rougeau
Pour les articles homonymes, voir Rougeau.
Le trophée Jean-Rougeau est remis annuellement à la franchise de hockey sur glace de la  Ligue de hockey junior Maritimes Québec qui récolte le plus de points au cours de la saison régulière.
Ci-dessous sont listées les équipes ayant remporté le trophée.

## Palmarès
- 1969-1970 : Remparts de Québec, 75 points
- 1970-1971 : Remparts de Québec, 109 points
- 1971-1972 : Royals de Cornwall, 96 points
- 1972-1973 : Remparts de Québec, 102 points
- 1973-1974 : Éperviers de Sorel, 117 points
- 1974-1975 : Castors de Sherbrooke, 109 points
- 1975-1976 : Castors de Sherbrooke, 111 points
- 1976-1977 : Remparts de Québec, 92 points
- 1977-1978 : Draveurs de Trois-Rivières, 101 points
- 1978-1979 : Draveurs de Trois-Rivières, 122 points
- 1979-1980 : Castors de Sherbrooke, 97 points
- 1980-1981 : Royals de Cornwall, 90 points
- 1981-1982 : Castors de Sherbrooke, 86 points
- 1982-1983 : Voisins de Laval, 106 points
- 1983-1984 : Voisins de Laval, 108 points
- 1984-1985 : Cataractes de Shawinigan, 98 points
- 1985-1986 : Olympiques de Hull, 108 points
- 1986-1987 : Bisons de Granby, 100 points
- 1987-1988 : Olympiques de Hull, 90 points
- 1988-1989 : Draveurs de Trois-Rivières 88 points
- 1989-1990 : Tigres de Victoriaville, 89 points
- 1990-1991 : Saguenéens de Chicoutimi, 92 points
- 1991-1992 : Collège français de Verdun, 101 points
- 1992-1993 : Faucons de Sherbrooke, 94 points
- 1993-1994 : Titan de Laval, 99 points
- 1994-1995 : Titan de Laval, 98 points
- 1995-1996 : Prédateurs de Granby, 114 points
- 1996-1997 : Olympiques de Hull, 99 points
- 1997-1998 : Remparts de Québec, 98 points
- 1998-1999 : Remparts de Québec, 108 points
- 1999-2000 : Océanic de Rimouski, 102 points
- 2000-2001 : Cataractes de Shawinigan, 116 points
- 2001-2002 : Titan d'Acadie-Bathurst, 99 points
- 2002-2003 : Drakkar de Baie-Comeau, 108 points
- 2003-2004 : Olympiques de Gatineau, 107 points
- 2004-2005 : Océanic de Rimouski, 98 points
- 2005-2006 : Wildcats de Moncton, 107 points
- 2006-2007 : Maineiacs de Lewiston, 106 points
- 2007-2008 : Huskies de Rouyn-Noranda, 97 points
- 2008-2009 : Voltigeurs de Drummondville, 112 points
- 2009-2010 : Sea Dogs de Saint-Jean, 109 points
- 2010-2011 : Sea Dogs de Saint-Jean, 119 points
- 2011-2012 : Sea Dogs de Saint-Jean, 103 points
- 2012-2013 : Mooseheads d'Halifax, 120 points
- 2013-2014 : Drakkar de Baie-Comeau, 99 points
- 2014-2015 : Océanic de Rimouski, 99 points
- 2015-2016 : Huskies de Rouyn-Noranda, 113 points
- 2016-2017 : Sea Dogs de Saint-Jean, 102 points
- 2017-2018 : Armada de Blainville-Boisbriand, 107 points
- 2018-2019 : Huskies de Rouyn-Noranda, 119 points
- 2019-2020 : Phoenix de Sherbrooke, 106 points
- 2020-2021 : Islanders de Charlottetown, 70 points
- 2021-2022 : Remparts de Québec, 104 points
- 2022-2023 : Remparts de Québec, 109 points
- 2023-2024 : Drakkar de Baie-Comeau, 103 points
- 2024-2025 : Wildcats de Moncton, 106 points